# Rancho Ojote
Rancho Ojote är en ort i Mexiko.   Den ligger i kommunen San Juan Bautista Valle Nacional och delstaten Oaxaca, i den sydöstra delen av landet, 300 km sydost om huvudstaden Mexico City. Rancho Ojote ligger 314 meter över havet och antalet invånare är 252.
Terrängen runt Rancho Ojote är huvudsakligen kuperad, men västerut är den bergig. Runt Rancho Ojote är det ganska glesbefolkat, med 47 invånare per kvadratkilometer. Närmaste större samhälle är San Juan Bautista Valle Nacional, 7,4 km söder om Rancho Ojote. I omgivningarna runt Rancho Ojote växer i huvudsak städsegrön lövskog.